# Немецкие воинские захоронения погибших во Второй мировой войне
Во время Второй мировой войны военные захоронения планировались и создавались вермахтом под руководством нацистов в качестве «священных прибежищ немецкого героизма». После войны в европейских странах эти кладбища стали воплощением послания о мире. Воинские захоронения стали символами траура и страдания. В этих пространствах реализуются различные мероприятия, включая обучающие проекты, экскурсии, мемориальные мероприятия для молодежи и школьников европейских стран. Военные захоронения являются основой взаимопонимания, примирения и дружбы народов воевавших стран. Идентификация павших, установление судеб и увековечение их имён является важной государственной задачей для стран, принимавших участие во Второй мировой войне. Частью практики памяти стали воинские кладбища.

## Период войны
В период нацистской Германии немецкие солдатские могилы рассматривались как святыни и почитались в качестве памятников жертвам, борьбе, мужеству и верности немцев. В рамках национал-социалистического культа мёртвых вермахт добивался создания масштабных захоронений как последнего почётного пристанища солдат, отдавших жизнь за фюрера, народ и отечество.

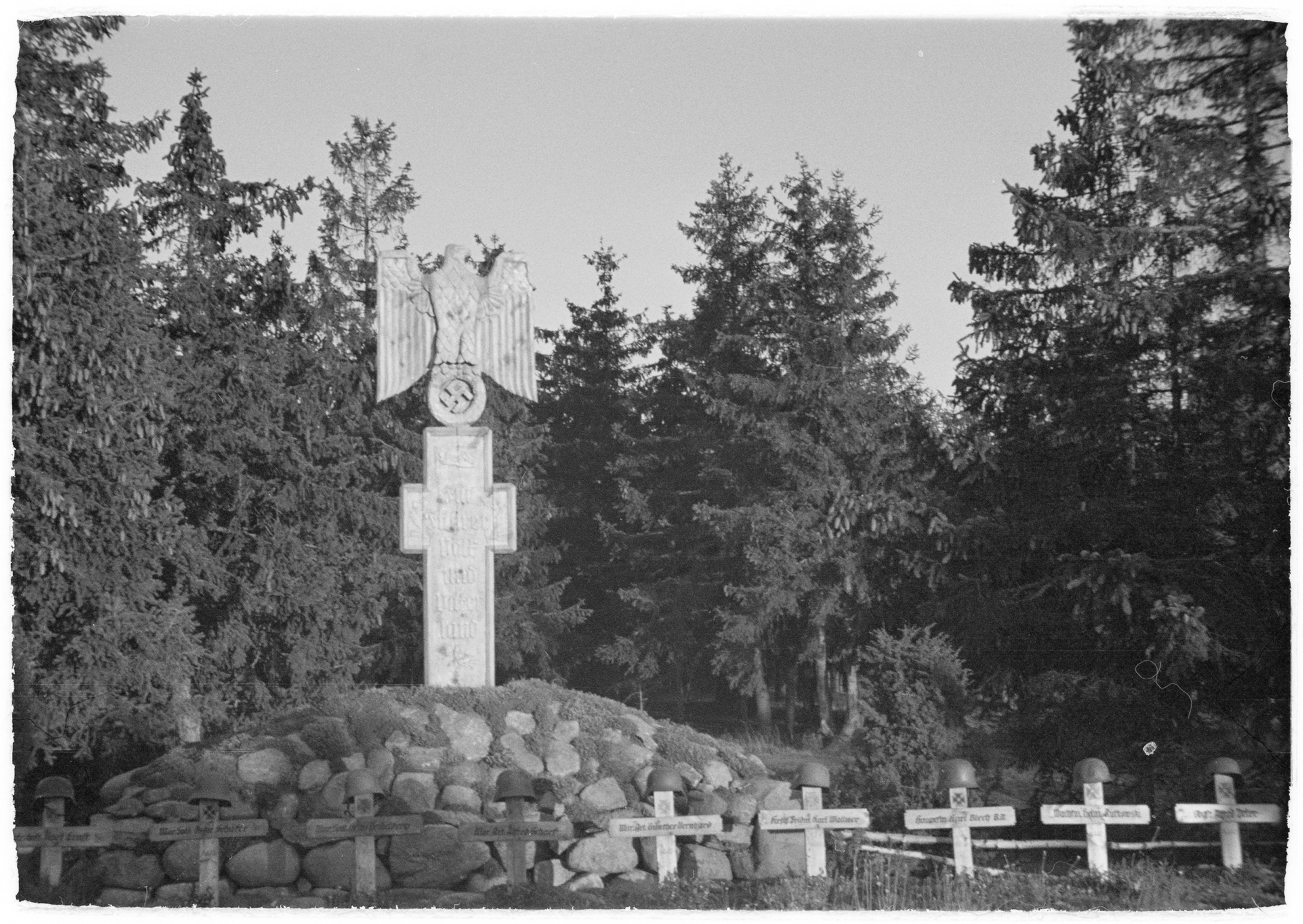
Остров Большой Тютерс, братская могила немецких солдат, погибших в боях за остров в 1942 году

С самого начала войны — сразу после нападения Германии на Польшу, вермахт создал масштабную систему учёта потерь и регистрации погибших военнослужащих, сооружения могил и оповещения семей. Так же рано военные органы Германии начали разработку проектов кладбищ и мемориалов. Регламенты по оформлению «воинских кладбищ» распространялись во всех принимавших участие в войне соединениях в различных частях Европы и Северной Африки. После длительных сражений армии и дивизии захоранивали своих погибших в крупных сборных захоронениях. Не предусматривалось дозахоранивать на кладбищах павших в Первую мировую войну, поскольку эти «возведенные немецким народом священные места… должны с честью сохраняться». Оформление новых захоронений детально регулировалось инструкциями и приказами, начиная от знаков на могилах и заканчивая оформлением растительного покрова в различные сезоны. Крупные солдатские кладбища по примеру Первой мировой войны назывались «захоронениями героев» и «почётными мемориалами». Право их окончательного инспектирования принадлежало лично Гитлеру. Погибшие должны были «покоиться вместе там, где они отдали свою жизнь за величие, честь и свободу Германии».
Военными вкладывались значительные средства в планирование и строительство, для этого выделялись солдаты. Целью было превратить эти места в почётные мемориалы. Верховное командование вермахта настаивало на простом оформлении захоронений, использовавшихся для маршей и памятных празднеств в дни народной скорби или в церковные дни поминовения усопших в ноябре. Во время войны соединениями вермахта на всех мемориалах на оккупированных территориях, а также на линии фронта возлагались венки и вывешивался военный флаг рейха. Захоронения вермахта были особым военным пространством. Если воинские могилы частично размещались на гражданских кладбищах, они отгораживались стеной или забором. Запрещены были изменения или чуждые украшения, которые нарушали предписанное оформление кладбищ, как и индивидуальные знаки отличия — вплоть до размещения венков. За разрушение или осквернение таких мест полагалась смертная казнь.
Различия в рангах не предполагались. Согласно указаниям, погибшим надлежало покоиться рядом с теми, с кем они вместе сражались. Но были исключения, связанные с представлениями о сословном равенстве, товариществе в русле лозунга «во смерти все равны»: генералам и высшим офицерам, которые умерли на территории рейха, предписывалось особое государственное захоронение. Примерами являются Эдуард Дитль, Рудольф Шмундт, Эрвин Роммель. Погибшие продолжали принадлежать вермахту и после своей смерти. Это представление и логистические трудности стали причиной для запрета вермахтом транспортировки тел в период войны на родину. В письмах и сообщениях с фронта военнослужащие часто высказывали пожелание после «бытия в качестве солдата» остаться им и после смерти. Подобные взгляды объясняются имевшим место на фронте своеобразным «судьбоносным товариществом»: смертельная опасность и совместные переживания сплачивали военнослужащих и вынуждали их воспринимать своё боевое окружение в качестве «суррогата семьи». Согласно предписаниям верхмахта следовало сохранять на кладбищах единство и военный порядок по образцу парадов и маршей. В вермахте военнослужащий лишался индивидуальности, подчинялся идее служения и смерти во имя военных целей. Исключением из этого сообщества были самоубийцы и казнённые, которые захоранивались отдельно по краям кладбищ.
Порядок захоронения погибших немецких солдат предусматривал, что с целью учёта потерь личного состава металлический опознавательный знак разламывался надвое: одну половину следовало оставить на теле и захоронить, вторую, идентичную, отправить в Германию, в службу учёта.

## В ФРГ
Могилы и кладбища павших солдат с течением времени претерпели существенное изменение ценностей и смыслов.
Ядром коллективной послевоенной памяти стали погибшие. Самой многочисленной группой погибших на войне немцев были военнослужащие вермахта — около 5 млн погибших или считавшихся пропавшими без вести, тогда как среди гражданских этот показатель составлял около 400 тысяч. Немцы частично признали вину за развязывание войны, но была возложена на Гитлера и его окружение, на СС и СД. Вермахт в течение длительного времени считался «чистым», не виноватым в преступлениях нацизма. С солдатских кладбищ убирали нацистскую символику: свастику и военный флаг рейха.
Правовую основу ухода и содержания воинских захоронений составлял Законе о могилах 1952 года, который предусматривал их сохранение в будущем. Когда близкие родственники погибших умерли, кладбища
были перепрофилированы в места памяти для сохранения воспоминаний о войне, трансляции призыва к миру и демократии. Назначение захороноений прошло путь от приватного траура о родственнике к коллективной памяти о войне и насилии.
Если в нацистской Германии смерть солдат и их могилы воспринималась в категориях «во имя чего-то», то после немецкой капитуляции, обвинения Германии в развязывании второй мировой войны и под надзором союзников почитание этих павших сделалось невозможным. Проигранная война не смогла больше давать немецкому населению позитивные смыслы, и погибшие стали пониматься как жертвы бессмысленной войны. Символы, понимаемые как места немецкого героизма или могилы героев утратили ценность, и понятия были заменены на «места траура» и «воззвания к миру». Новое осмысление смерти солдат отражено в созданных в этот период памятниках: вместо нацистских мемориалов воинской чести создавались мемориалы-воззвания к миру, бессмысленные жертвы компенсировались призывами к миру и примирению народов.

## В других странах Европы
Согласно Женевским конвенциям от 12 августа 1949 года о защите жертв войны и Дополнительным протоколам к ним, сохранность и содержание иностранных воинских захоронений должны определяться межправительственными соглашениями о статусе мест погребения погибших военнослужащих. Согласно немецкому «Закону о содержании могил жертв войны и тирании» от 1 июля 1965 года, найденные опознавательные знаки нужно пересылать в Немецкую службу WASt (Служба по оповещению близких родственников о судьбах павших бывшего немецкого вермахта), поскольку они могут содействовать выяснению фактов гибели на войне
Немецкая традиция памяти о павших во Второй мировой войне существенно отличается традиции других стран, принимавших участие в войне. Воинские захоронения итальянских, советских, британских и др. солдат почитаются иначе, поскольку в своих странах участники этой войны рассматриваются в качестве героев, освободителей и победителей. Германия несёт ответственность за развязывание войны, однако стремится сохранить воспоминания о войне в форме мемориалов, музеев, военных захоронений как на своей территории и за её пределами.

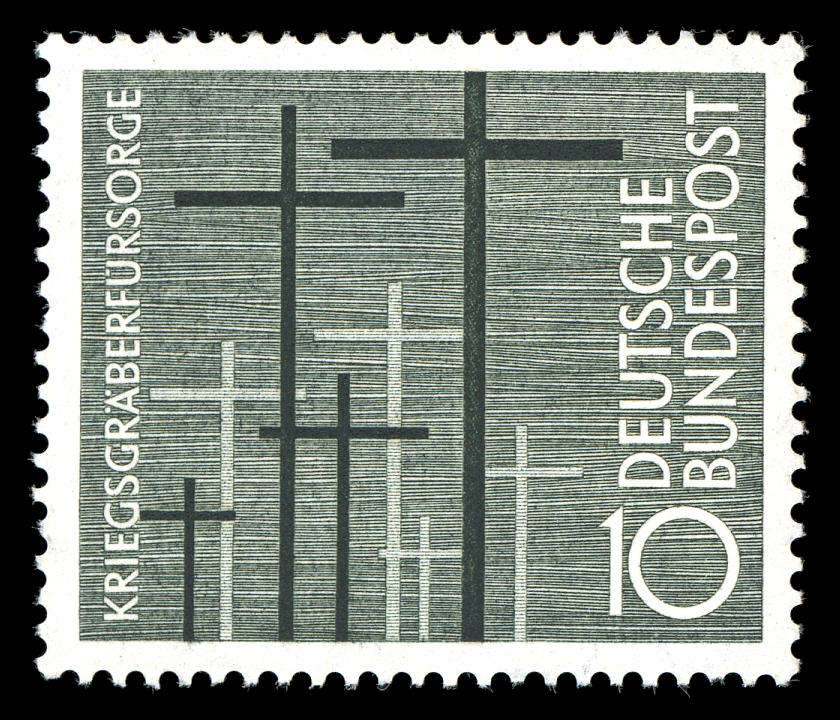
Почтовая марка 1956 года, посвящённая Народному союзу Германии по уходу за военными захоронениями

За пределами Германии немецкие военные кладбища часто вызывают отторжение и протесты. Возникают проблемы с сохранением кладбищ и ухода за ними, в том числе в связи с местным населением. Согласно межгосударственным соглашениям с Германией, страны, которые были затронуты Второй мировой войной, обязываются обеспечить сохранность мест покоя павших немецких солдат. Однако, поскольку агрессоры получают «приют» в стране, против которой они шли войной и которую разрушали, население которой убивали, местные жители нередко не принимают идею их захоронений. Имеют место дискуссии, которые нередко заканчиваются разрушениями могил, что создаёт трудности для примирения бывших противников. Работы, направленные на выявление мест захоронения, зондаж почвы, эксгумация и перезахоронение погибших на войне и в результате связанного с ней насилия воспринимаются населением, преимущественно стран Восточной и Центральной Европы, как деятельность, которая задевает чувства людей, проживающих в данных регионах. Деятельность требует проведения разъяснительной работы, а часто предоставления юридического обоснования необходимости проведения данных работ. .
Одним из наиболее известных примеров такого конфликта являются события вокруг немецкого военного захоронения Костермано вблизи озера Гарда в Италии. Здесь похоронено почти 22 тысяч павших, в числе которых солдаты, представители СС, Имперской службы труда и других соединений вермахта, погибших в Италии. В конце 1980-х годов комиссии итальянских историков удалось выявить имена членов СС, принимавших участие в военных преступлениях, в том числе Кристиана Вирта, бывшего комендантом лагеря смерти Белжец и ответственного за гибель тысяч людей. Согласно исследованиям итальянских экспертов, Вирт и другие преступники из СС похоронены на этом кладбище. Представители местного населения и жители других регионов Италии подали жалобу и провели демонстрацию против этих военных преступников. Дискуссия о том, как следует обращаться с останками военных преступников шла в том числе на высоком правительственном уровне. В адрес Народного союза Германии по уходу за военными захоронениями и Германии выдвигались требования вывезти останки Вирта и других известных военных преступников с этого кладбища и из Италии. Также ставился вопрос, захоранивать ли их в Германии или уничтожить; заслуживает ли каждый умерший права на вечный покой; нельзя исключить, что и другие преступники также похоронены на этом кладбище; следует ли в таком случае уничтожить все захоронения немецких солдат и их союзников на основании того факта, что они воевали за преступную систему. В итоге, имена известных преступников, включая Вирта, были убраны с бронзовых мемориальных досок, которые установлены при входе на кладбище, но их захоронения остались. Немецкой и итальянской сторонами был согласован текст при входе на кладбище, информирующий об именах преступников и отмечающий, что здесь могут быть захоронены и другие военные преступники.
Захоронениями немецких солдат за пределами Германии — уходом за ними, созданием новых и сбором данных о захоронениях — занимается немецкая гуманитарная общественная организация Народный союз Германии по уходу за военными захоронениями, созданная еще в 1919 году. В рамках подписанных по состоянию на 2012 год 24-х межправительственных договоров Народный союз выполняет свои задачи в странах Европы, а также на территории Северной Африки. Народный союз ухаживает за 827 воинскими кладбищами в 45 странах с общим числом захороненных около 2 млн.
Стороны стремятся следовать общеевропейской практике по укрупнению воинских захоронений — созданию сборных кладбищ. Совместными усилиями на эти кладбища переносятся останки военнослужащих вермахта с кладбищ, созданных в период войны.

## В СССР
Ряд немецких воинских кладбищ был создан уже во время германской оккупации части территории СССР. После войны советская сторона целенаправленно уничтожала эти захоронения. В постсоветский период останки большого числа немецких военнослужащих были перезахоронены.